# Пречи
Пре́чи (итал. Preci) — коммуна в Италии, расположена в области Умбрия, в провинции Перуджа.
Население коммуны составляет 799 человек (2008), плотность населения составляет 10 чел./км². Коммуна занимает площадь 82 км². Почтовый индекс — 6047. Телефонный код — 0743.
Святой покровительницей населённого пункта почитается Пресвятая Богородица (Madonna della Pietà), празднование 7 июня.

## Демография
Динамика населения:

## Администрация коммуны
- Официальный сайт: http://www.comune.preci.pg.it/ Архивная копия от 19 февраля 2010 на Wayback Machine